# Nicola Fairbrother
Nicola Kim Fairbrother (Henley-on-Thames, 14 maggio 1970) è un'ex judoka britannica.

## Carriera
Ha partecipato a numerosi tornei internazionali tra cui due edizioni dei Giochi olimpici consecutive a Barcellona 1992 e ad Atlanta 1996. In Spagna ha vinto la medaglia d'argento in finale con la judoka spagnola Miriam Blasco, con cui poi si sarebbe sposata nel 2016.

## Palmarès
| Anno | Manifestazione | Sede                 | Evento | Risultato | Note |
| ---- | -------------- | -------------------- | ------ | --------- | ---- |
| 1990 | Europei        | Francoforte sul Meno | 56kg   | Bronzo    |      |
| 1991 | Mondiali       | Barcellona           | 56kg   | Bronzo    |      |
| 1991 | Europei        | Praga                | 56kg   | 7º        |      |
| 1992 | Olimpiadi      | Barcellona           | 56kg   | Argento   |      |
| 1992 | Europei        | Parigi               | 56kg   | Oro       |      |
| 1993 | Mondiali       | Hamilton             | 56kg   | Oro       |      |
| 1993 | Europei        | Atene                | 56kg   | Oro       |      |
| 1994 | Europei        | Danzica              | 56kg   | Argento   |      |
| 1995 | Europei        | Birmingham           | 56kg   | Oro       |      |
| 1996 | Olimpiadi      | Atlanta              | 56kg   | 5º        |      |
| 1996 | Europei        | L'Aia                | 56kg   | 7º        |      |
| 1997 | Europei        | Ostenda              | 56kg   | 7º        |      |
| 1999 | Europei        | Bratislava           | 57kg   | 7º        |      |